# Cleistes
Cleistes – rodzaj roślin jednoliściennych z rodziny storczykowatych (Orchidaceae). Obejmuje w zależności od ujęcia od około 25 do 64 gatunków. Zasięg ich obejmuje niemal wyłącznie strefę tropikalną i subtropikalną Ameryki Południowej (w Ameryce Środkowej występuje endemit kostarykański – C. costaricensis). Nazwa naukowa pochodzi z greckiego słowa cleistes oznaczającego "zamknięty" i odnosi się do wąsko dzwonkowatego okwiatu.

## Morfologia

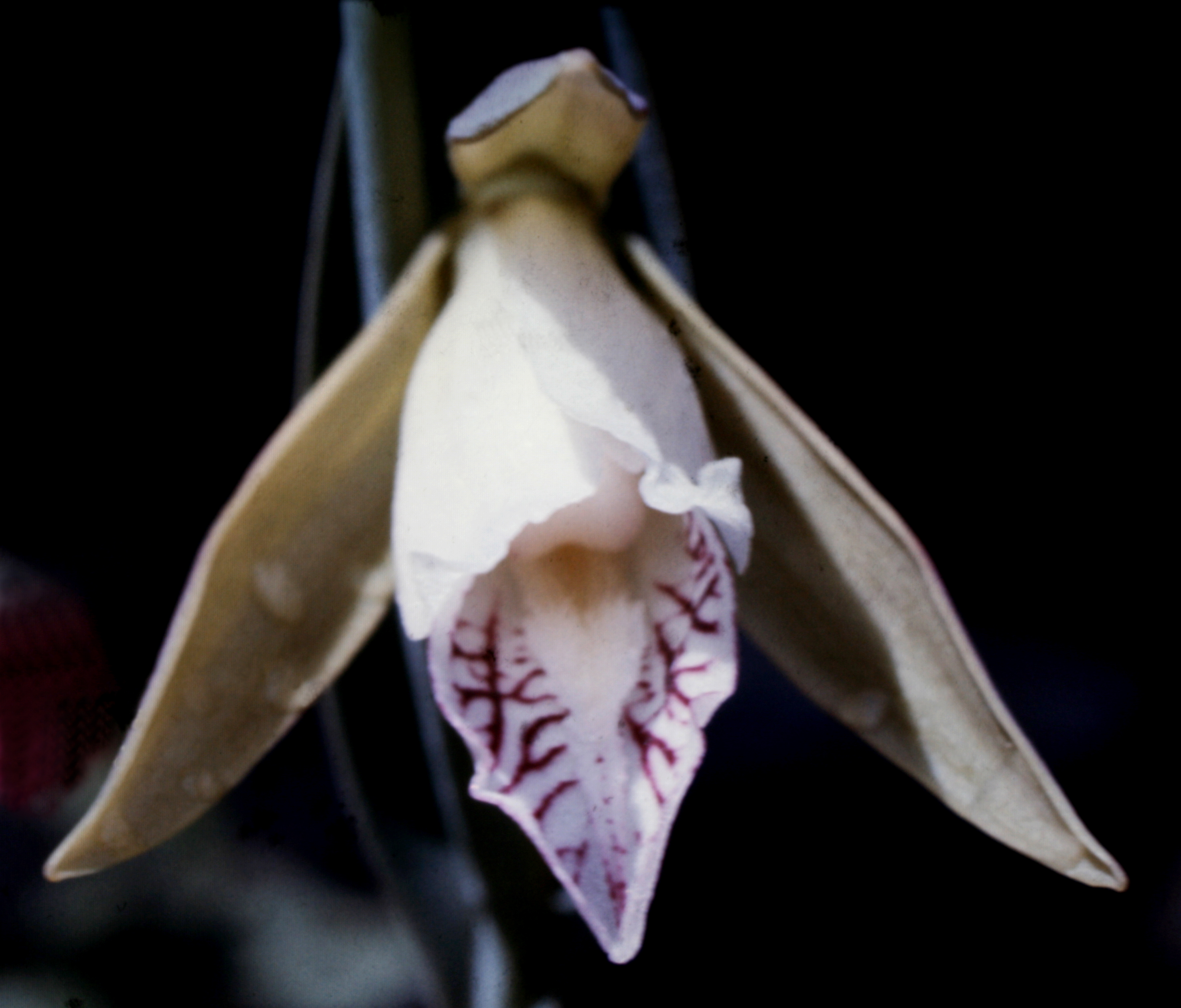
Kwiat C. rosea

ŁodygaProsta, pojedyncza, zwykle dość słabo ulistniona.
KorzenieDo 2 mm szerokości, czasem z bulwiastymi zgrubieniami, łamliwe.
LiścieNieliczne, kilka na pędach wegetatywnych, na pędach generatywnych często tylko jeden liść. Liście są siedzące o blaszce jajowato-lancetowatej lub wąsko-lancetowatej.
KwiatyZebrane w kwiatostan szczytowy zawierający do 3 kwiatów. Przysadki podobne do liści. Kwiaty odwrócone o 180° (jak u większości storczykowatych), wzniesione, siedzące. Zewnętrzne listki okwiatu zwykle oliwkowozielone, brązowe lub brązowoczerwone, równowąskolancetowate, na końcach zaostrzone. Wewnętrzne listki różowe do białych, łopatkowate do owalnych, często formujące rurkę z wywiniętą wargą, koloru białego lub różowego, czerwono żyłkowaną, podzieloną na trzy łatki. Prętosłup wolny, biały, na szczycie ucięty. Pylnik szczytowy, zwisający z dwoma pyłkowinami. Ziarna pyłku w tetradach.
OwoceTorebka cylindryczna, wzniesiona.

## Systematyka

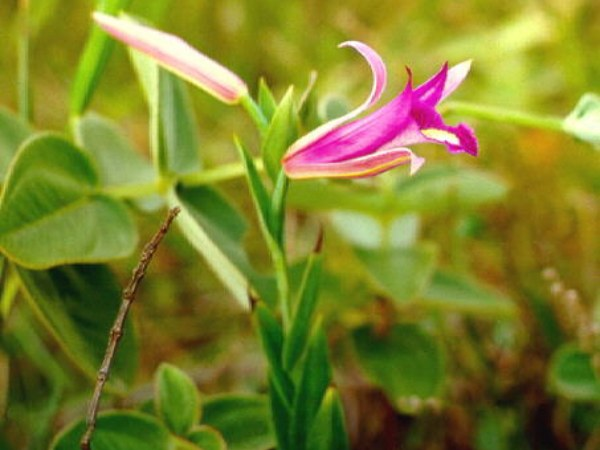
Cleistes libonii

Pozycja systematyczna według Angiosperm Phylogeny Website (aktualizowany system APG III z 2009)
Jeden z 5–6 rodzajów plemienia Pogonieae w podrodzinie waniliowe (Vanilloideae) Szlachetko, stanowiącej jeden ze starszych kladów w obrębie rodziny storczykowatych (Orchidaceae). Dawniej rodzaj nie był wyodrębniany, a zaliczane tu rośliny włączano do rodzaju Pogonia. Już w XXI wieku, po uzyskaniu dowodów molekularnych wyodrębniono zaliczane do Cleistes gatunki północnoamerykańskie (C. divaricata i C. bifaria), które okazały się być bliżej spokrewnione z rodzajami Isotria i Pogonia niż z południowoamerykańskimi przedstawicielami Cleistes i w efekcie zostały w 2008 roku wyodrębnione w osobny rodzaj Cleistesiopsis. Rośliny te od przedstawicieli Cleistes różnią się m.in. brakiem bulwiastych korzeni i pojedynczymi kwiatami.
Wykaz gatunków
- Cleistes aboucharii Szlach., Kolan. & Baranow
- Cleistes acuminata Schltr.
- Cleistes aphylla (Barb.Rodr.) Hoehne
- Cleistes australis Schltr.
- Cleistes ayangannensis Szlach. & Baranow
- Cleistes batistana Pansarin & F.Barros
- Cleistes bella Rchb.f. & Warm.
- Cleistes buenaventurae Szlach. & Kolan.
- Cleistes calantha (Schltr.) Schltr.
- Cleistes carautae Toscano & Léoni
- Cleistes catharinensis (Cogn.) Hoehne
- Cleistes cipoana Hoehne
- Cleistes costaricensis Christenson
- Cleistes cuatrecasasii Kolan. & Szlach.
- Cleistes elegantula (Schltr.) Schltr.
- Cleistes elongata Pansarin & F.Barros
- Cleistes exilis Hoehne
- Cleistes fragrans (Schltr.) Schltr.
- Cleistes gert-hatschbachiana Hoehne
- Cleistes grandiflora (Aubl.) Schltr.
- Cleistes huberi Carnevali & I.Ramírez
- Cleistes humidicola (Schltr.) Schltr.
- Cleistes idroboi Szlach. & Baranow
- Cleistes ionoglossa Hoehne & Schltr.
- Cleistes itatiaiae Pabst
- Cleistes latiplume Hoehne
- Cleistes lehmannii Kraenzl. ex Szlach. & Kolan.
- Cleistes libonii (Rchb.f.) Schltr.
- Cleistes liliastrum Rchb.f.
- Cleistes magnifica (Schltr.) Schltr.
- Cleistes mantiqueirae Rchb.f. & Warm.
- Cleistes miersii Gardner
- Cleistes montana Gardner
- Cleistes moritzii (Rchb.f.) Garay & Dunst.
- Cleistes munchiquensis Szlach. & Baranow
- Cleistes nana (Schltr.) Schltr.
- Cleistes pallida Funez & Pansarin
- Cleistes paludosa Rchb.f.
- Cleistes paranaensis (Barb.Rodr.) Schltr.
- Cleistes parviflora Lindl.
- Cleistes paulensis (Schltr.) Schltr.
- Cleistes pusilla Pansarin
- Cleistes ramboi Pabst
- Cleistes risaraldensis Szlach. & Baranow
- Cleistes rodriguesii (Cogn.) Campacci
- Cleistes romeroana Szlach., Kolan. & Baranow
- Cleistes rosea Lindl.
- Cleistes silveirana Hoehne & Schltr.
- Cleistes speciosa Gardner
- Cleistes strangii Pabst
- Cleistes stricta (C.Schweinf.) Garay & Dunst.
- Cleistes tamboana Dodson & Carnevali
- Cleistes tenuis (Rchb.f. ex Griseb.) Schltr.
- Cleistes triflora (C.Schweinf.) Carnevali & I.Ramírez
- Cleistes uliginosa Pabst
- Cleistes unguiculata (Rchb.f.) Schltr.
- Cleistes unifoliata (C.Schweinf.) Carnevali & I.Ramírez
- Cleistes uribei Szlach. & Baranow
- Cleistes vargasii (C.Schweinf.) Medley
- Cleistes violascens Campacci